# Дандини, Пьетро
Пьетро Дандини (итал. Pietro Dandini, Pier Dandini; 12 апреля 1646, Флоренция — 26 ноября 1712, Флоренция) — итальянский живописец флорентийской школы эпохи барокко.

## Биография
Пьетро, которого также называли Пьером Дандини, был членом большой художественной семьи во Флоренции. Он был сыном (или племянником) и учеником художника Винченцо Дандини (1609—1675). Его дядя Чезаре Дандини (1596—1657) был известным флорентийским живописцем, а два сына Пьетро — Оттавиано (1681—1740) и священник-иезуит Винченцо Дандини Младший (1686—1734) — также работали художниками во Флоренции.
Помимо обучения в семье, Пьетро совершил поездки в Болонью, Модену, Венецию и Рим. Пьетро пользовался покровительством со стороны членов семьи Медичи, включая принца Франческо. Он выполнил ряд церковных заказов во Флоренции, включая фрески свода церкви Сан-Якопо-сопр-Арно; в капелле Сан-Бернардо церкви Сан-Фредиано-ин-Честелло; в люнетах для Сан-Джованнино-дельи-Сколопи; в куполе главной капеллы церкви Санта-Мария-Маддалена-деи-Пацци, изображающей Вознесение Святой Марии-Маддалены-деи-Пацци в окружении флорентийских святых (1701). Он также написал алтарь, изображающий «Обезглавливание Иоанна Крестителя» для церкви Сан-Джованнино дей Кавальери; Святого Франциска в церкви Санта-Мария-Маджоре в Риме; алтарь церкви Санта-Катерина д’Алессандрия в Пизе; алтарь для Сантуарио-делла-Мадонна-дель-Джильо в Прато; «Поклонение волхвов» для церкви Санта-Кроче в Винчи; и роспись в бывшем монастыре Сан-Франческо де Маччи.
Другие работы включают фрески в Капелле Нуова на Вилле Ла Петрайя; фрески для Виллы Беллависта около Пистои и во флорентийском Палаццо Корсини. Он написал большую картину «Битва за Вену в 1683 году» (не сохранилась) для аудитора Филиппо Луччи, которое вызывало восхищение многих. В Палаццо Монтечиторио в Риме хранится серия картин Дандини «Четыре времени года». Он также написал несколько пасторальных и деревенских сцен.
Искусство Дандини эклектично, но обладает грацией и утончённостью, характерными для специфичного флорентийского барокко.
Среди его учеников были Валерио Бальдассарри из Пеши, отец Альберико Карлини из Веллано, Гаэтано Сантарелли, Джованна Фрателлини и Джованни Чинкви.

## Галерея
- Соломон и царица Савская. Холст, масло. Частное собрание
- Мадонна с Младенцем и святыми. Ок. 1708. Холст, масло. Монастырь Санта-Мария-Новелла, Флоренция
- Вилла Петрайя. Капелла Нуова. Фреска свода. Деталь
- Роспись купола главной капеллы церкви Санта-Мария-Маддалена-деи-Пацци. Фреска, Флоренция
- Четыре аллегории. Палаццо Темпи, Флоренция
- Портрет Анны Марии Луизы Медичи в образе богини Флоры. Ок. 1682. Холст, масло. Уффици, Флоренция
- Юдифь с головой Олоферна. Между 1670 и 1680. Холст, масло. Художественный музей Университета Майами, США